# Ettore Boezio
Ettore Boezio, anche citato in latino come Hectore Boethius e in  inglese come Hector Boece o Hector Boyce, (Dundee, 1465 – Aberdeen, 1536), è stato uno storico scozzese.

## Biografia
Dopo aver frequentato le scuole nella sua città natale, si trasferì a Parigi per frequentarvi l'università: qui conobbe Erasmo da Rotterdam con cui intessé una profonda amicizia mentre entrambi frequentavano l'austero Collège de Montaigu. Divenne in seguito segretario del rettore del collegio, Jan Standonck e nel 1497 professore di filosofia all'università.
Nel 1500 fu indotto a lasciare Parigi da una generosa offerta finanziaria per assumere la carica di rettore della nuova Università di Aberdeen, creata per ordine di Giacomo IV di Scozia, da William Elphinstone, vescovo di Aberdeen, sotto la garanzia di una bolla papale emanata da papa Alessandro IV.
Da quel momento in poi, lavorò a stretto contatto con Elphinstone per organizzare la nuova università. Entro il 1505 incominciarono a tenersi regolari lezioni. La struttura era modellata sulle università di Parigi e di Orléans. Oltre ad esserne il primo rettore Boece vi tenne lezioni di medicina e teologia.
Scrisse e pubblicò due libri, entrambi in latino, uno biografico e uno storiografico. Nel 1522 pubblicò le Vitae Episcoporum Murthlacensium et Aberdonensium e nel 1527 la Historia Gentis Scotorum, pubblicata in occasione della dell'ascesa al trono di Giacomo V di Scozia e  il più famoso dei suoi scritti: fu, infatti, la seconda opera storiografica dotta a essere stata scritta riguardo alla storia del popolo scozzese.
Alla fine del 1534 Boece divenne rettore di Fyvie. Morì ad Aberdeen due anni dopo all'età di 71 anni.

## Historia Gentis Scotorum
Secondo i moderni standard storiografici la Historia Gentis Scotorum è troppo patriottica e presenta alcune inaccuratezze, ma al tempo fu accolta come un successo, sia in Europa, sia in Scozia. Fu tradotta dal latino in francese, in scots (1536 da John Bellenden) e in inglese (da Raphael Holinshed). L'unico precedente era stato il lavoro di John Mair la più antica opera in prosa scritta in scozzese arrivata fino ai nostri giorni. Il resoconto storico della vita di MacBeth di Scozia è apertamente in favore degli Stuart, antenati del re protettore di Boece, Giacomo IV, e diffama ampiamente il vero MacBeth.
Poco dopo il 1530 lo studioso Giovanni Ferrerio, assunto dall'abate Robert Reid del monastero di Kinloss, scrisse una continuazione dell'opera di Boece estendendola fino alla fine del regno di Giacomo III.